# Netokracija
Netokracija je pojam osmišljen od urednika časopisa Wired ranih devedesetih. Predstavlja igru riječi net (internet) i aristokracije. Netokracija se odnosi na globalnu pojavu više klase koja temelji svoju vlast na tehnološkoj prednosti i vještini umrežavanja, u odnosu na fenomen buržoazije i njegovu umanjenu važnost.
Pojam su razradili dvojca švedskih autora Alexander Bard i Jan Söderqvist u knjizi Netokracija - Nova elita moći i život poslije kapitalizma. Autori ovom knjigom postavljaju novu teoriju kojom tvrde kako će moć u budućnosti ležati u rukama onih koji kontroliraju "informacijsko društvo". Ti će moćnici kao nova globalna elita zamijeniti kapitaliste. Nazvali su ih Netokrati Netokracija će nadomjestiti demokraciju. Umjesto demokrata dolaze nam netokrati, koji će tradicionalne postavke kapitalizma posve zamijeniti novim pravilima igre u svoju korist.
"Netokracija je sačinjena od ljudi s izuzetnim socijalnim vještinama i talentom za manipulaciju i distribuciju informacija", pojašnjava Alexander Bard. Prema njegovim riječima "svi na suprotnom polu, koji nemaju znanja korištenja novih tehnologija te druge vještine netokrata, oformit će najnižu društvenu klasu – konzumtarijat".
Svjetska kritika ocjenjuje Netokraciju kao posve profinjeno i originalno djelo koje hrabro urušava sve tradicionalne granice između akademskih disciplina, komprimirajući filozofiju, sociologiju, povijest, ekonomiju, poslovne i menadžment teorije u jednu sveobuhvatnu cjelinu.

## Vanjske poveznice
- Arhivirana inačica izvorne stranice od 10. rujna 2019. (Wayback Machine) Netokrati
- Arhivirana inačica izvorne stranice od 28. prosinca 2009. (Wayback Machine) Netokrati
- Arhivirana inačica izvorne stranice od 30. rujna 2009. (Wayback Machine) Alexander Bard intervju
- Intervju s autorima YouTube
  -  Intervju s autorima YouTube
  -  Intervju s autorima YouTube